# Михаел Лаудруп
Михаел Лаудруп (на датски: Michael Laudrup) е бивш датски футболист и настоящ треньор по футбол. Смятан е за един от най-великите футболисти в света за всички времена. В началото на 90-те години като състезател на Барселона е част от „Дрийм тийма“ на Йохан Кройф с който печели четири поредни шампионски титли на Примера дивисион, една Купа на Краля, две суперкупи на Испания, една Шампионска лига и една Суперкупа на УЕФА.
На 1 февруари 1999 г. е обявен за най-добър чуждестранен футболист в испанския шампионат за последните 25 години.
През април 2000 г. на официална церемония е посветен в рицарско звание и награден с рицарски орден „Орден Данеброг“ (на датски: Dannebrogordenen), който е вторият по значимост в Дания. През ноември 2006 г. Датската футболна федерация (DBU) официално го обявява за „Най-добрия датски футболист за всички времена“.
През 2004 г. е посочен от Пеле като един от 125-те най-велики живи футболисти в света.

## Ранни години
Михаел Лаудруп започва да играе футбол във Ванлос, клубът от който е стартирала кариерата на неговия баща Фин Лаудруп, както и на неговия брат Бриан Лаудруп. През 1973 г. семейството се премества в Брьонбю, където бащата е назначен за играещ треньор на местния Брьонбю, а Майкъл, както и брат му Бриан започват да тренират в школата на клуба. През 1976 г. Михаел Лаудруп последва баща си в Копенхаген Болдклуб, докато Бриън остана в Брьонбю.

## Състезателна кариера

### Брьонбю
През февруари 1981 г. Лаудруп прави дебюта си за Брьонбю, където играе заедно със своя баща. Отбелязва 14 гола и е с огромен принос за връщането на отбора в Първа лига. През 1982 г. бащата слага край на състезателната си кариера, а Михаел
отбелязва 15 гола в първенството и завършва сезона като трети голмайстор на Първа датска дивизия. Избран е и за Футболист № 1 на Дания за същата година.
В началото на сезон 1982/83 отбелязва 9 гола, а интерес към него проявяват редица европейски грандове като Ливърпул, Ювентус, Барселона, Реал Мадрид и Аякс. Михаел Лаудруп избира офертата на „мърсисайдци“ и пристига с баща си на Анфийлд. От клуба предлагат да обвържат 19-годишният футболист с четиригодишен договор, а датчаните държат на предварително договореният тригодишен контракт.

### Ювентус и Лацио
След провалените преговори с Ливърпул през юни 1983 г. Михаел Лаудруп преминава в шампиона на Серия А Ювентус. Трансфера е на стойност 1 милион долара и е най-скъпият в датския футбол дотогава.
По това време в отбора на „Старата госпожа“ играят Збигнев Бониек и Мишел Платини и поради ограничението въведено от Италианската футболна федерация за двама чуждестранни футболисти в отбора, Лаудруп е пратен под наем за един сезон в Лацио.
В двойния си дебют в Серия А и за „римските орли“ отбелязва два гола при загубата с 2:4 от Верона. Във втория кръг също се разписва, този път за победата с 3:0 над Интер. Отбелязва нови два гола и при победата с 3:2 над Наполи. В първата си година в клуба Лацио и Дженоа завършват с равен брой точки, но по-добрата голова разлика спасява от изпадане отбора от Рим. Лаудруп завършва с 8 гола при голмайсторите, колкото има и Роберто Манчини от Сампдория.
В същото време от Ювентус заявяват, че отново ще разчитат на „дуото“ в халфовата линия Платини / Бониек и Михаел Лаудруп остава в Лацио за още една година. Сезон 1984-85 започва зле за отбора и Лацио изпада в Серия Б, а Лаудруп отбелязва едва един гол за целия сезон.
Завръща се в състава на Ювентус през лятото на 1985 година, за да замени напусналият Збигнев Бониек, играейки заедно в халфовата линия с Мишел Платини. В първата си година в клуба печели шампионската титла на серия А за сезон 1985-86, както и Междуконтиненталната купа срещу Архентинос Хуниорс. В този мач Лаудруп изравнява за 2:2 в края на мача, но пропуска дузпа при наказателните удари.  През 1985 за втори път е избран за Футболист № 1 на Дания. Следващия сезон е без успех за футболиста, който претърпя няколко травми и пропуска по-голямата част от шампионата. Когато през 1987 г. Платини слага край на своята кариера, от Лаудруп се очаква да заеме неговото място и да води отбора, играейки заедно с новото попълнение от Ливърпул Иън Ръш. 23-годишният футболист играе във всичките 30 срещи от шампионата.

### Барселона и Реал Мадрид
През 1989 година след четиригодишен престой в Ювентус Михаел Лаудруп преминава в Барселона за трансферната сума от 3 милиона евро. Петте години престой на Камп Ноу са най-успешните в кариерата на датския плеймейкър. Печели четири поредни шампионски титли на Испания (1991, 1992, 1993, 1994), една Купа на Краля (1990), два пъти Суперкупата на Испания (1991 и 1992), първата Шампионска лига за клуба (1992) и Суперкупата на УЕФА (1992).
Превръща се в действащ мотор в играта на „каталунците“ и част от знаменития „дрийм тийм“ на Йохан Кройф. Неслучайно на 1 февруари 1999 г. Лаудруп е избран за най-добрия чужденец играл в Примера дивисион за последните 25 години, изпреварвайки звезди като Диего Марадона, Йохан Кройф, Йохан Неескенс, Бернд Шустер, Христо Стоичков, Хорхе Валдано, Уго Санчес.
Привличането на Ромарио в състава и разрешените от УЕФА само по трима чужденци в отбор закотвят Лаудруп на резервната скамейка. Това е и причината в края на сезон 1993/94 датчанина да влезе в конфликт със старши треньора Йохан Кройф, като не желае да поднови договора си с клуба. Вместо това подписва за две години с вечния враг Реал Мадрид за трансферна сума на стойност 9 милиона долара. Още в първия си сезон с „белия балет“ Лаудруп извежда тима до шампионската титла на Испания.
През 1996 г. подписва с японския втородивизионен Висел Кобе, като има значителен принос за спечелената промоция в Джей лига 1. Кариерата си приключва в Аякс с когото печели Ередивиси през 1998 година.

## Успехи

### Като състезател
Ювентус
- Серия А (1): 1985/86
- Междуконтинентална купа (1): 1985 (победа над Архентинос Хуниорс с дузпи 4:2, в редовното време 2:2)

 Барселона
- Примера дивисион (4): 1990/91, 1991/92, 1992/93, 1993/94
- Купа на краля (1): 1990
- Суперкопа де Еспаня (2): 1991, 1992
- Шампионска лига (1): 1991/92
- Суперкупа на УЕФА (1): 1992

 Реал Мадрид
- Примера дивисион (1): 1994/95

 Аякс
- Ередивиси (1): 1997/98
- Купа на Нидерландия (1): 1998

 Дания
- Купа на конфедерациите (1): 1995 (победа над Аржентина с 2:0)

### Индивидуални
- Футболист № 1 на Дания (2): 1982, 1985
- Най-добър чуждестранен футболист в Примера дивисион – 1992
- Най-добър чуждестранен играч в испанския футбол през последните 25 години (1): 1974-1999
- Най-добрия датски футболист за всички времена (1): 2006
- Юбилейни награди на УЕФА

### Като треньор
Брьонбю
- Шампион на Датска суперлига (1): 2004–05
  - Вицешампион (3): 2002–03, 2003–04, 2005–06
- Купа на Дания (2): 2002–03, 2004–05
- Суперкупа на Дания (2): 2001–02, 2004–05

 Хетафе
- Купа на Краля
  - Финалист (1): 2007–08

### Индивидуални
- Треньор № 1 на Дания (2): 2003, 2005